# Skipperøya
Skipperøya est une petite île du Svalbard dans le Détroit d'Hinlopen. Elle fait partie de l'archipel des Rønnbeckøyane. Elle est située au nord-est du Cap Weyprecht.
Elle est formée de falaises de basalte n'atteignant pas les 10 m d'altitude.
Les îles les plus proches sont celles de Qvaleøya, située 2,4 km à l'est et Torkildsenøya, située 4 km au sud-ouest. 
L'île a été découverte en 1867 par Nils Fredrik Rønnbeck, un explorateur suédo-norvégien. 
La faune de l'île se résume principalement aux ours polaires.